# 瓦爾德納布河
49°36′10.07″N 12°7′57.01″E / 49.6027972°N 12.1325028°E

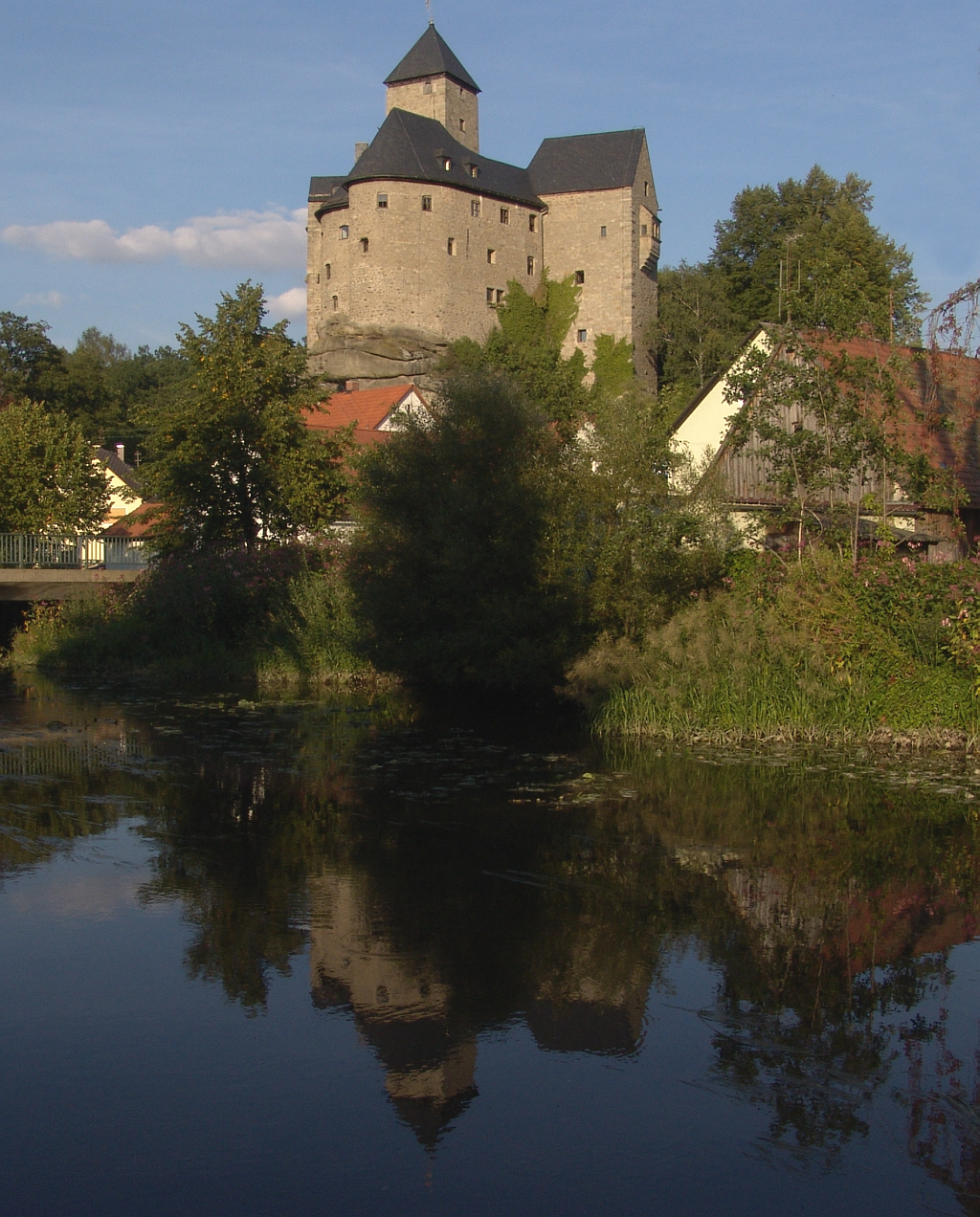

瓦爾德納布河（德語：Waldnaab），是德國的河流，位於該國東南部，由巴伐利亞負責管轄，屬於納布河的左支流，河道全長36.6公里，流域面積972平方公里。